# 楚㺹
楚㺹（?—?），安丰蒙城人，南宋到元朝军事人物。
楚㺹在金朝为镇国上将军、寿春府防御使。金朝灭亡，归南宋，受命守宿州。1239年，以宿州降蒙古，阿术鲁命楚㺹再守宿州。宋兵来攻宿州，城破，楚㺹战死。南宋把他儿子楚鼎囚禁在镇江府十四年，后来赦免。